# پریستیمانتیس آدنوس
پریستیمانتیس آدنوس (نام علمی: Pristimantis adnus) گونه‌ای جدیدی از قورباغهها که پوست کمر این قورباغه سخت و دارای راه راه سبز و قهوه‌ای است که دانه‌های بزرگ پراکنده‌ای روی آن دیده می‌شوند. نوع نر این قورباغه حدود ۲ سانتی‌متر طول دارد..